# Wild-Eyed Southern Boys
Wild-Eyed Southern Boys è il quarto album dei 38 Special uscito nel maggio 1981 per l'etichetta discografica A&M Records.

## Tracce
1. "Hold On Loosely" (Barnes, Carlisi, Jim Peterik) – 4:39
2. "First Time Around" (Barnes, Carlisi, Steele, Van Zant) – 3:59
3. "Wild-Eyed Southern Boys" (Peterik) – 4:18
4. "Back Alley Sally" (Carlisi, Van Zant) – 3:11
5. "Fantasy Girl" (Carlisi, Peterik) – 4:06
6. "Hittin' and Runnin'" (Barnes, Peterik) – 4:55
7. "Honky Tonk Dancer" (Barnes, Steele, Van Zant) – 4:59
8. "Throw Out the Line" (Barnes, Carlisi, Van Zant) – 3:45
9. "Bring It On" (Carlisi, Steele, Van Zant) – 5:38

## Formazione
- Donnie Van Zant - voce
- Don Barnes  - chitarra, voce
- Jeff Carlisi  - chitarra
- Larry Junstrom - basso
- Jack Grondin - percussioni
- Steve Brookins - batteria